# Insane Clown Posse
Insane Clown Posse je americká kapela pocházející z Detroitu v Michiganu. Kapela je složena ze dvou rapperů - Josepha Bruce a Josepha Utslera, jež si říkají Violent J a Shaggy 2 Dope a producenta Mika E. Clarka. Insane Clown Posse je Hip hopová, resp. horrorcorová kapela kombinující více stylů.
Skupina se původně nazývala Inner City Posse, a již tehdy byla známa svým specifickým stylem hudby. Její interpreti sklidili úspěch a posléze založili nezávislý label Psychopathic Records, kde začali hrát se svým současným jménem. Nyní spolupracují se známými rockovými i rapovými hvězdami a za svoji tvorbu dostali dvě platinové a pět zlatých desek. Mimo jiné se kapela také věnuje natáčení filmů nebo své profesionální wrestlingové federaci - Juggalo Championship Wrestling. V USA také probíhá již od roku 2000 velký čtyřdenní festival Gathering of the Juggalos, pořádaný Psychopathic Records a ICP.

## Diskografie
- Dog Beats EP (1991)
- Carnival of Carnage (1992)
- Ringmaster (1994)
- Riddle Box (1995)
- Witches and Warlocks (1996)
- The Great Milenko (1997)
- The Amazing Jeckel Brothers (1999)
- Bizaar (2000)
- Bizzar (2000)
- The Wraith: Shangri-La (2002)
- Hell's Pit (2004)
- The Tempest (2007)
- Bang! Pow! Boom! (2009)
- The old shit (2010)
- The Mighty Death Pop! (2012)
- Smothered, Covered & Chunked (2012)
- Freaky Tales (2012)
- Mike E. Clark's Extra Pop Emporium (2012)
- House of wax (2014)
- The Marvelous Missing Link: Lost (2015)
- The Marvelous Missing Link: Found (2015)
- The Marvelous Missing Link: The Outtakes (2015)

## Filmografie
- Big Money Hustlas (2000)
- Mad TV (2002)
- ego trip's The (White) Rapper Show (2007)
- Death Racers (2008)
- A Family Underground (2009)
- Aqua Teen Hunger Force (seriál) (2010)
- Big Money Rustlas (2010)
- 1000 Ways to Die (seriál) (2011)
- Lopez Tonight (2011)
- Tosh.0 (seriál) (2012)